# سیاهرگ کلیوی

رونگاره و شمای کلیه.
1. بافت‌های مخروطی کلیوی
2. سرخرگ‌های میان بافتی
3. سرخرگ کلیوی
4. سیاه‌رگ کلیوی
5. ناف کلیه
6. لگنچه کلیوی
7. میزنای
8. فرورفتگی فرعی
9. کپسول کلیوی
10. بخش پایینی کپسول کلیوی
11. بخش بالایی کپسول کلیوی
12. سیاه‌رگ میان بافتی
13. نفرون
14. فرورفتگی فرعی
15. فرورفتگی اصلی
16. برآمدگی کلیوی
17. ستون برتین یا ستون کلیوی

سیاهرگ کلیوی (به انگلیسی: Renal vein) سیاهرگ‌هایی هستند که کلیه را از خون خالی می‌کنند. این سیاهرگ‌ها کلیه را به بزرگ‌سیاهرگ زیرین متصل می‌کنند. آنها خونی که توسط کلیه تصفیه شده‌است را حمل می‌کنند. معمولاً در هر کلیه یک سیاهرگ کلیوی موجود است، مگر در حالت غیرعادی که افراد خاصی در هر یک از کلیه‌های خود بیش از یک سیاهرگ کلیوی دارند (چند سیاهرگی کلیوی).
سیاهرگ کلیوی در قسمت ورود به کلیه به ۲ بخش تقسیم می‌شود، شامل:
- بخش جلویی که خون را از قسمت جلویی کلیه دریافت می‌کند.

و
- بخش عقبی که خون را از قسمت عقبی کلیه دریافت می‌کند.

معمولاً هر سیاهرگ کلیوی دارای شاخه‌ای است که خون را از میزنای یا حالب دریافت می‌کند و …

## عدم تقارن
به این دلیل که بزرگ‌سیاهرگ زیرین در سمت راست بدن است، سیاهرگ کلیوی چپ بلندتر از راست است.
همچنین بزرگ‌سیاهرگ زیرین از نظر جانبی متقارن نیست، بنابراین سیاهرگ کلیوی اغلب سیاهرگ‌های زیر را دریافت می‌کند.
سیاهرگ حاجزی تحتانی سمت چپ (به انگلیسی: left inferior phrenic vein)
سیاهرگ فوقانی سمت چپ (به انگلیسی: left suprarenal vein)
سیاهرگ غده جنسی (گناد) چپ (به انگلیسی: left gonadal vein) شامل (سیاهرگ سمت چپ بیضوی (به انگلیسی: left testicular vein) در مردان، سیاهرگ سمت چپ تخمدانی (به انگلیسی: left ovarian vein) در زنان)
سیاهرگ کمری سمت چپ ۲ (به انگلیسی: left 2nd lumbar vein)
مشابه تمامی سیاهرگ‌های نام برده شدهٔ فوق در قسمت راست بدن مستقیم و بدون ورود به سیاهرگ کلیوی، به بزرگ‌سیاهرگ زیرین می‌ریزند.

## بیماری‌های مربوطه به سیاهرگ کلیوی
از بیماری‌های مربوطه به سیاهرگ کلیوی می‌توان به ترومبوز ورید کلیوی (به انگلیسی: Renal vein thrombosis) و سندرم فندق شکن (به انگلیسی: Nutcracker syndrome) اشاره کرد.

## گرفتگی سیاهرگ کلیوی
گرفتگی یا ترومبوز سیاهرگ کلیوی (RVT) در اثر تشکیل لخته یا ترومبوز پدید می‌آید که مانع از خروج خون از سیاهرگ کلیوی به میزان لازم می‌شود.

## سندرم فندق شکن
این بیماری معمولاً به دلیل فشرده شدن سیاهرگ کلیوی چپ بین آئورت شکمی (AA) و شریان مزانتریک فوقانی (SMA) پدید می‌آید.

## نگاره‌های مربوطه

سیاهرگ کلیوی با رنگ قرمز در عکس سه بعدی گرفته شده توسط مقطع‌نگاری رایانه‌ای مشخص شده‌است
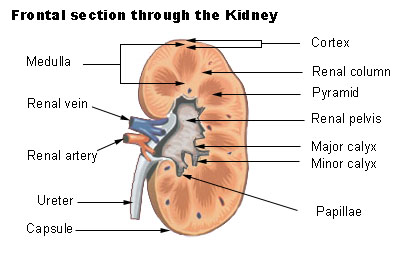
قسمت جلویی کلیه
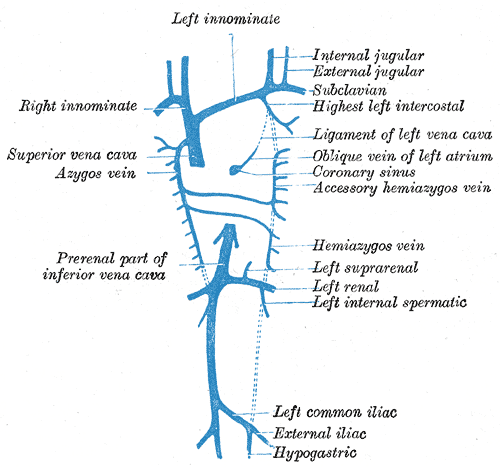
نگارهٔ نشان دهندهٔ فرایند تکمیل رشد رگهای جداری
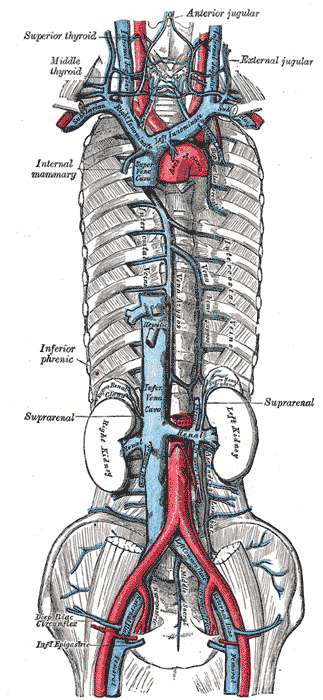
انشعابات بزرگ‌سیاهرگ و رگ آزیگوس
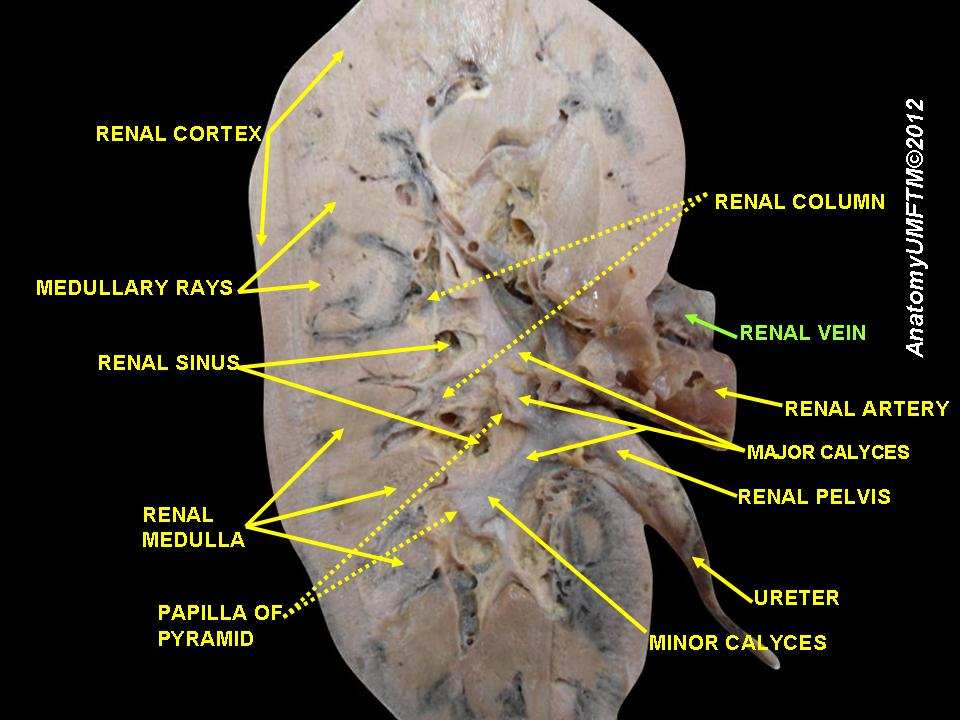
سیاهرگ کلیوی
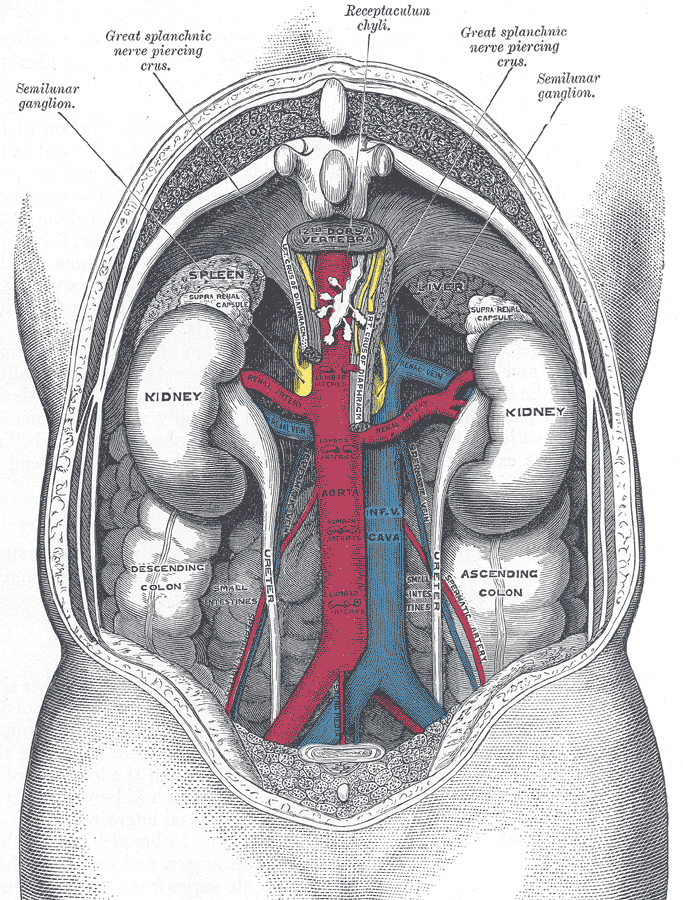
نمای کلیه انسان از پشت با ستون فقرات حذف شده
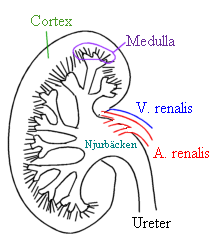
کلیه
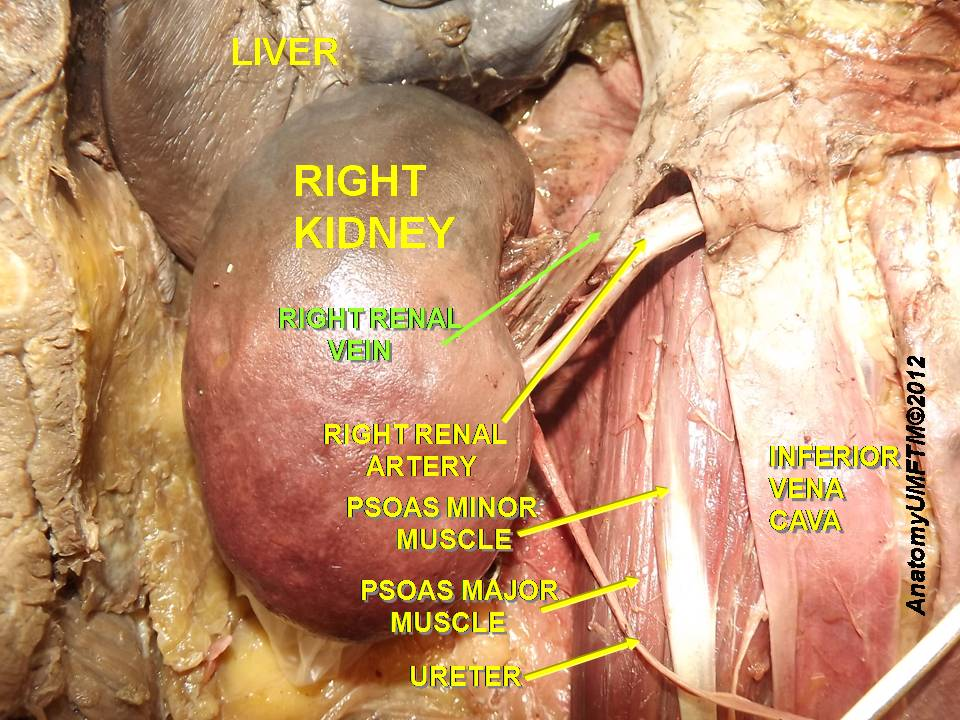
سیاهرگ کلیوی
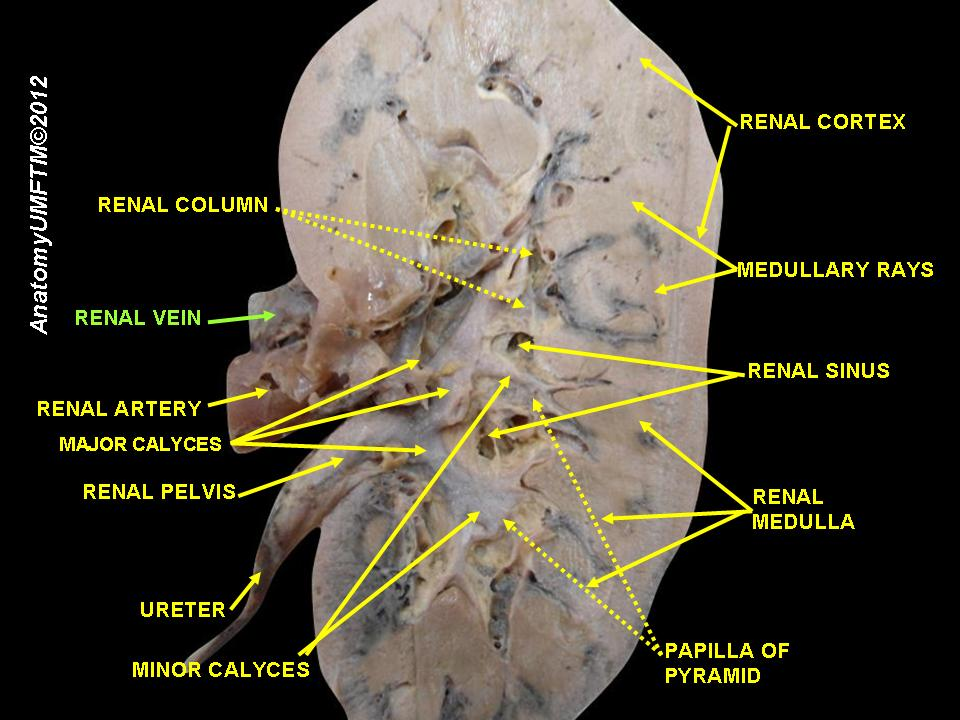
سیاهرگ کلیوی
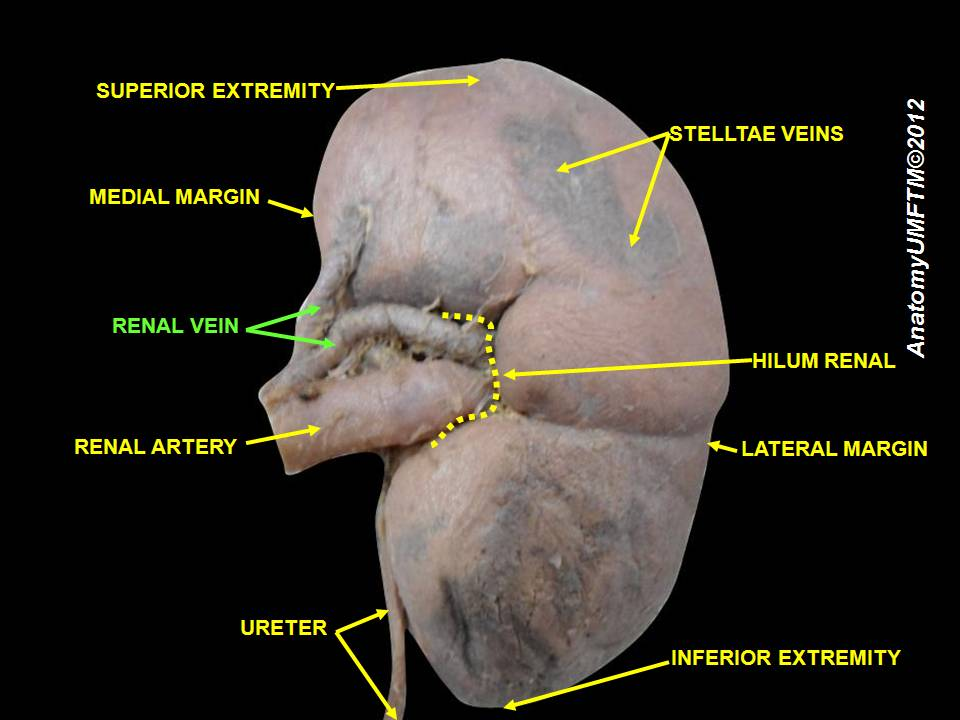
سیاهرگ کلیوی